# 聖母院樂派
聖母院樂派是1160年至1250年之間以巴黎聖母院和鄰近地區的音樂家所形成的一種音樂流派，被認為是舊藝術時期音樂的代表。列歐寧和佩羅坦是聖母院樂派代表的作曲家，現代人從一位被稱為Anonymous IV的佚名英國學生的紀錄中了解這兩位作曲家，他將他們稱為「最佳的奧干農作曲家」並提到他們邊有一本《奧干農大全》（Magnus Liber Organi）。
音樂在這個時期形成了六組三分法的節奏型，作品主要以奧干農為主，並從奧干農中具有第士坎特風格的克勞蘇拉樂段發展出經文歌，此外還有一種富有節奏律動感的康都曲。

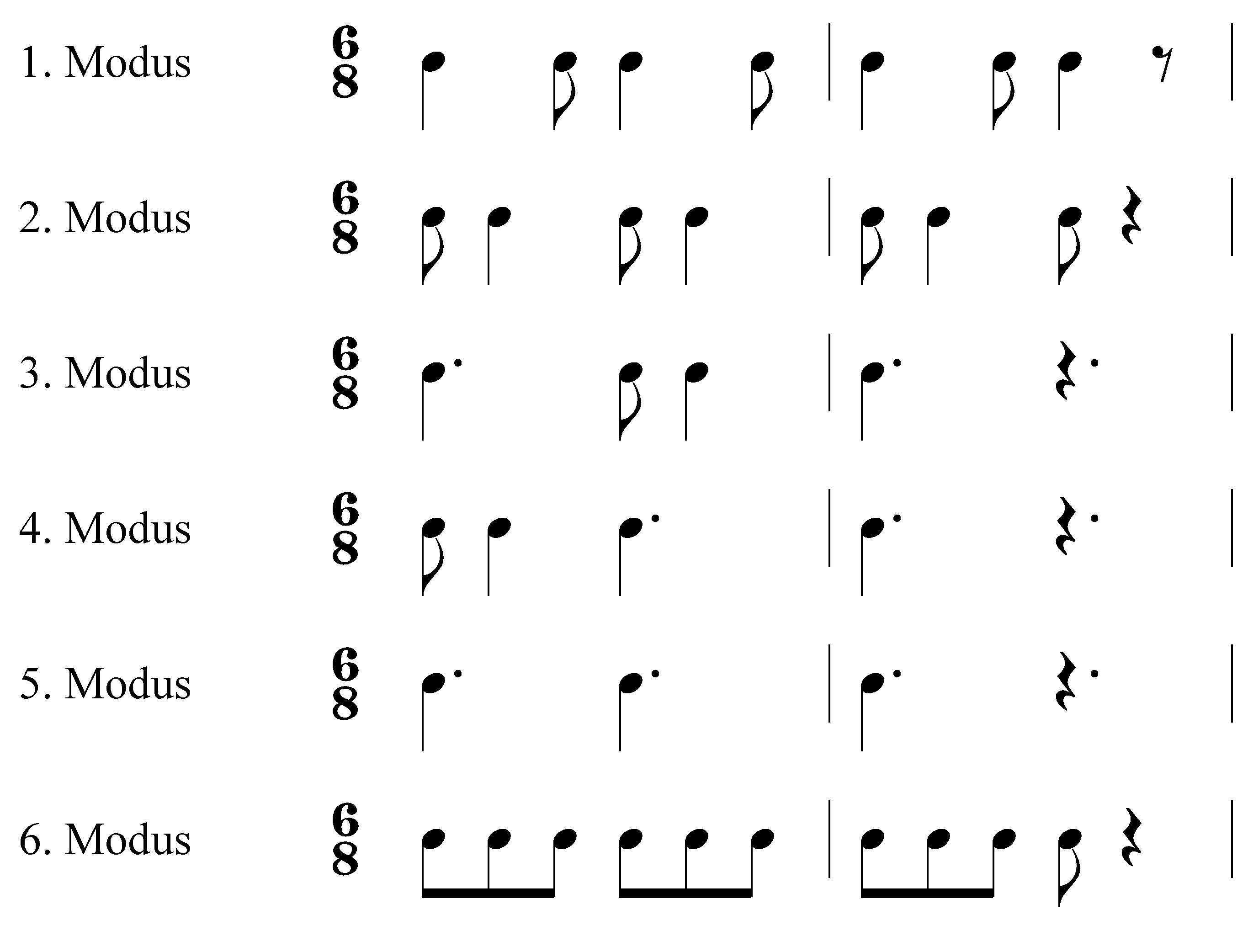
六種三分法的節奏型，三在宗教上隱喻完美。

隨這節奏型的發明，在這個時期也發展出了有量記譜（musica mensurabilis）。

## 音樂形式

### 奧干農
在列歐寧時期的奧干農以二聲部為主，其中低音部為節奏緩慢的長音素歌，而在上編寫一個第二聲部（duplum）。在一首奧干農中，通常會包含兩種不同風格的幾個段落，第一種是將低音部的素歌旋律拉長，並在第二聲部（高音聲部，即duplum）眾多音符對應，稱為純奧干農風格（organum purum）；第二種稱為第士坎特風格，在這種風格中低音部素歌會使用節奏型，與律動活潑的第二聲部較為接近，這樣的段落稱為克勞蘇拉樂段。到了佩羅坦的時代，他的作品主要以三聲部為主 ，他在節奏運用上較為脫離節奏型，而在固定聲部的音符也較列歐寧來的短，且在純奧干農風格的段落便使用一些反覆的節奏。在第士坎特風格中也更為活潑。

### 康都曲
聖母院樂派的作曲家也寫作一種各聲部律動一致，較富節奏感的祈禱行進聖歌又稱康都曲（英語：Conductus）。通常包含一到三個聲部，各聲部一致的節奏不同於當時主要的奧干農複音作品，在樂曲旋律上也不向奧干農使用素歌旋律，而是全曲都由作曲家創作，曲式上早期作品以反覆曲式（strophic）為主，1200年後開始出現
通作式的作品。康都一詞源自動詞conducere，可以表示引導、引導或護送，這種作品通常被用在人員行進中的伴奏。

## 重要作曲家
- 巴黎的艾伯杜斯（Albertus Parisiensis, fl. 1146 – 1177）
- 列歐寧（Léonin, fl. 1150s — d. c.1201）
- 佩羅坦（Pérotin, c.1170 — c.1236）[2]